# Max Décugis
Maxime "Max" Omer Mathieu Décugis (Parijs, 24 september 1882 – Biot, 6 september 1978) was een tennisspeler uit Frankrijk. Décugis won aan de zijde van Suzanne Lenglen de olympische titel in het gemengd dubbelspel in 1920 en aan de zijde van Pierre Albarran een bronzen medaille in het herendubbelspel. Twintig jaar eerder had in Parijs al een zilveren medaille gewonnen in het herendubbelspel. Op de Olympische Zomerspelen 1906 won Décugis zowel goud in het enkelspel, herendubbelspel als het gemengd dubbelspel. Het IOC heeft naderhand met terugwerkende kracht de Olympische Zomerspelen 1906 geschrapt als Olympische Spelen. Décugis won op het World Hard Court Championships eenmaal het herendubbelspel en viermaal het gemengd dubbelspelen en op de World Covered Court Championships won hij eenmaal het herendubbelspel en tweemaal het gemengd dubbelspel. In 1911 won Décugis het herendubbelspel op het toernooi van Wimbledon.